# مدينة سيبو
مدينة سـِبو هي عاصمة مقاطعة سيبو في الفلبين، ويبلغ عدد سكانها 627,124 نسمة، تأتي في المرتبة الثانية بعد مانيلا كمركز تجاري وتعليمي. يقع مطارها الدولي في جزيرة ماكتان الصغيرة التي تحمي مرفأ سيبو الدائب الحركة التجارية في منتجات لب جوز الهند المجفف والتبغ اللذان يُزرعان في المنطقة.

## التاريخ

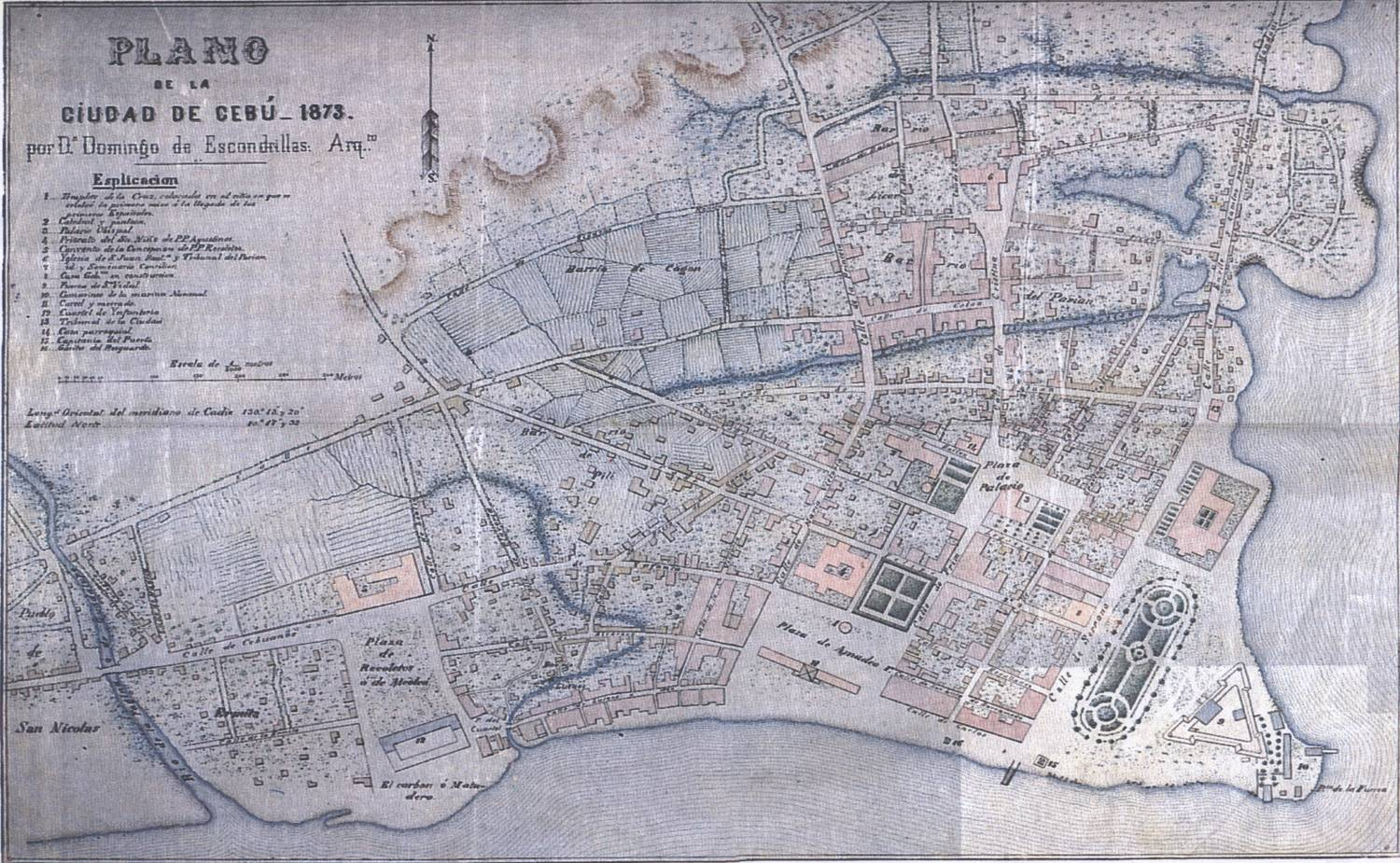
خريطة لمدينة سيبو في القرن التاسع عشر.

قبل الاستعمار الإسباني في القرن السادس عشر، كانت منطقة مدينة سيبو مركزاً للتجارة بين المسلمين والوثنيين.
أنشأ المُنصّران الإسبانيان مايكل لوبيز دي لكازي، وأندريس دي أوردانيتا مدينة سيبو في عام 1565م. وأصبحت العاصمة القومية الأولى للفلبين، ثم أصبحت مانيلا عاصمة الفلبين في عام 1571م.
أشهر المعالم التاريخية بالمدينة هو الصليب الذي غرسه المستكشف فرديناند ماجلان في عام 1521م في شارع ماجلان حاليًا. أقيم نصب تذكاري لـ (لابو لابو) الفلبيني الذي ذُكر أنه قتل ماجلان في عام 1521م في جبل ماكتان. يُعدّ لابو لابو الوطني الأول. ويضم مبنى كاتدرائية سانتونينو، أقدم الآثار الدينية في الفلبين.

## توأمة
لمدينة سيبو اتفاقيات توأمة مع كل من:
- سياتل
- بئر السبع
- مقاطعة هونولولو

## معرض صور

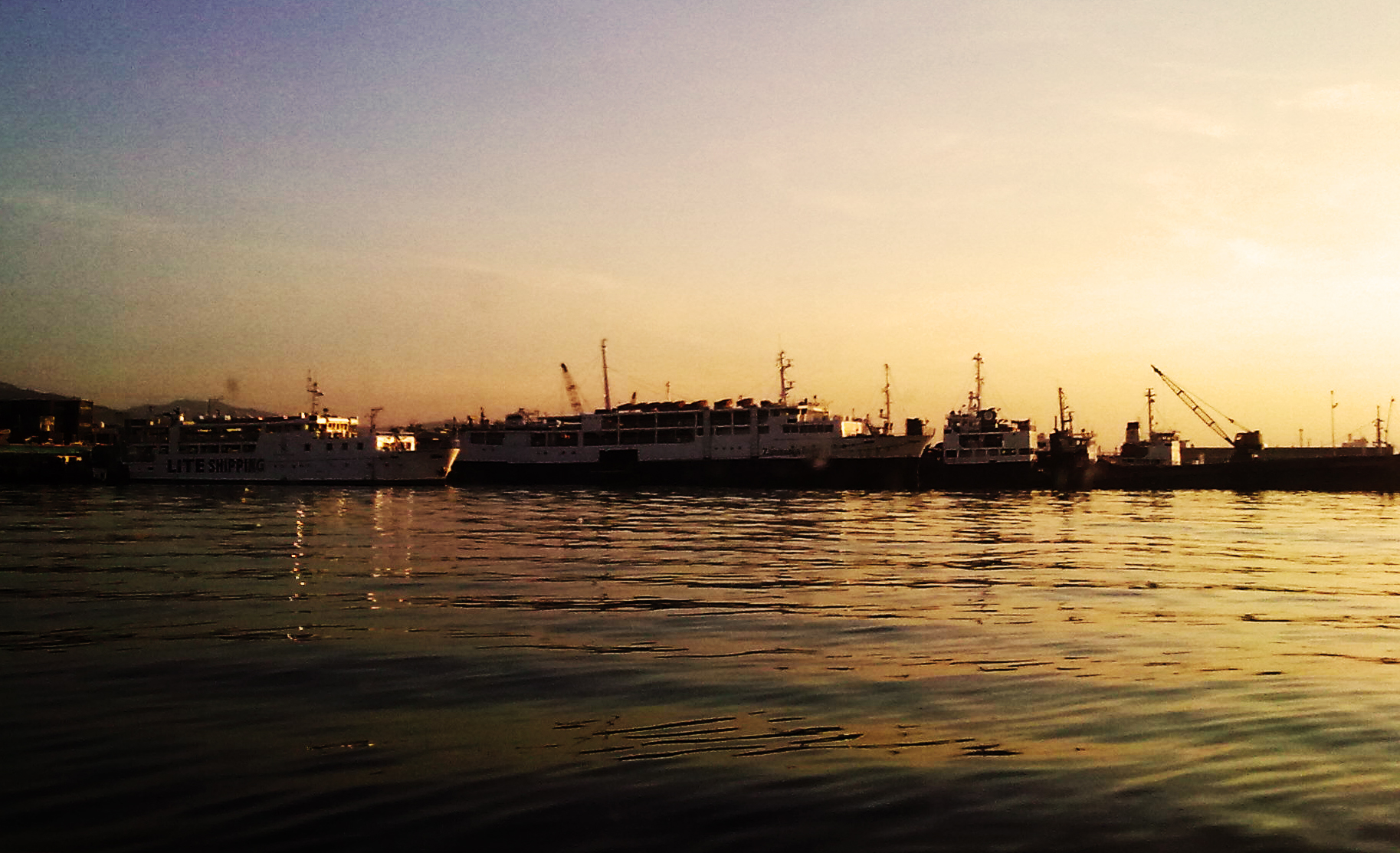
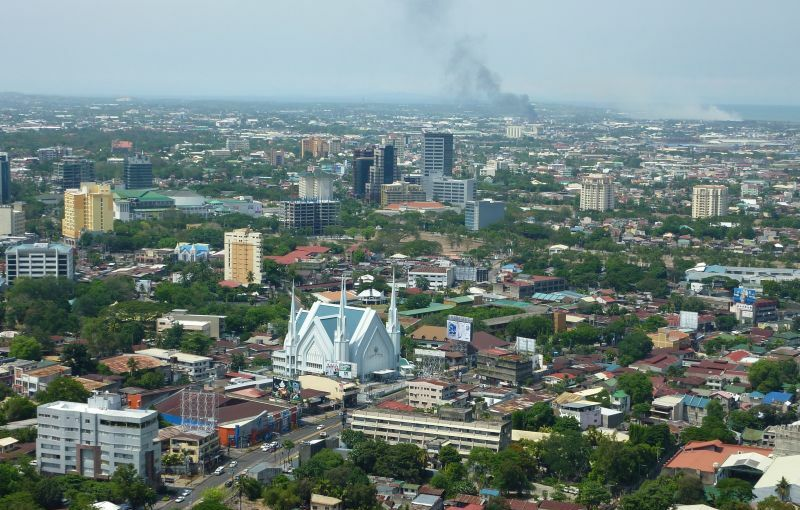
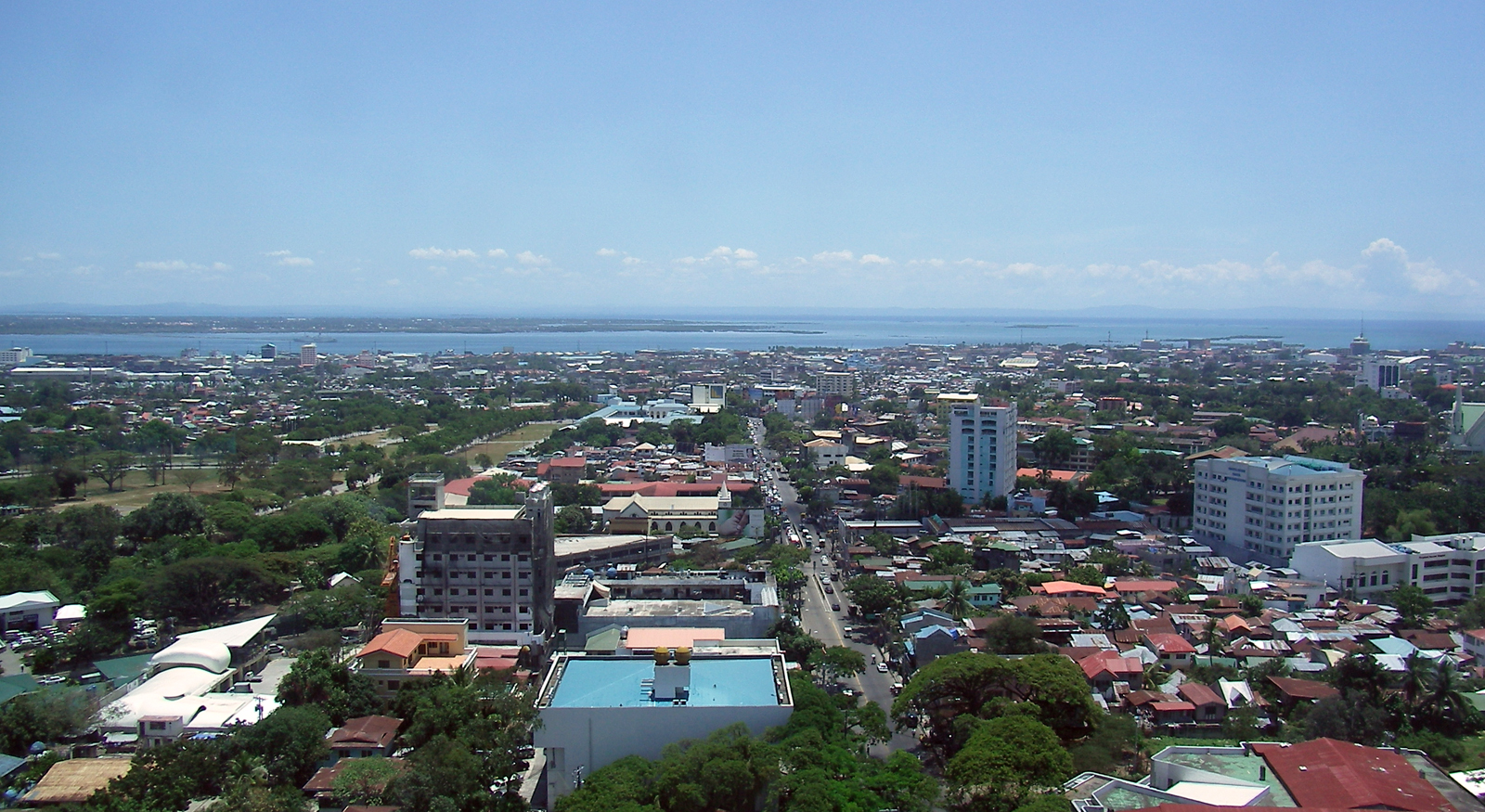
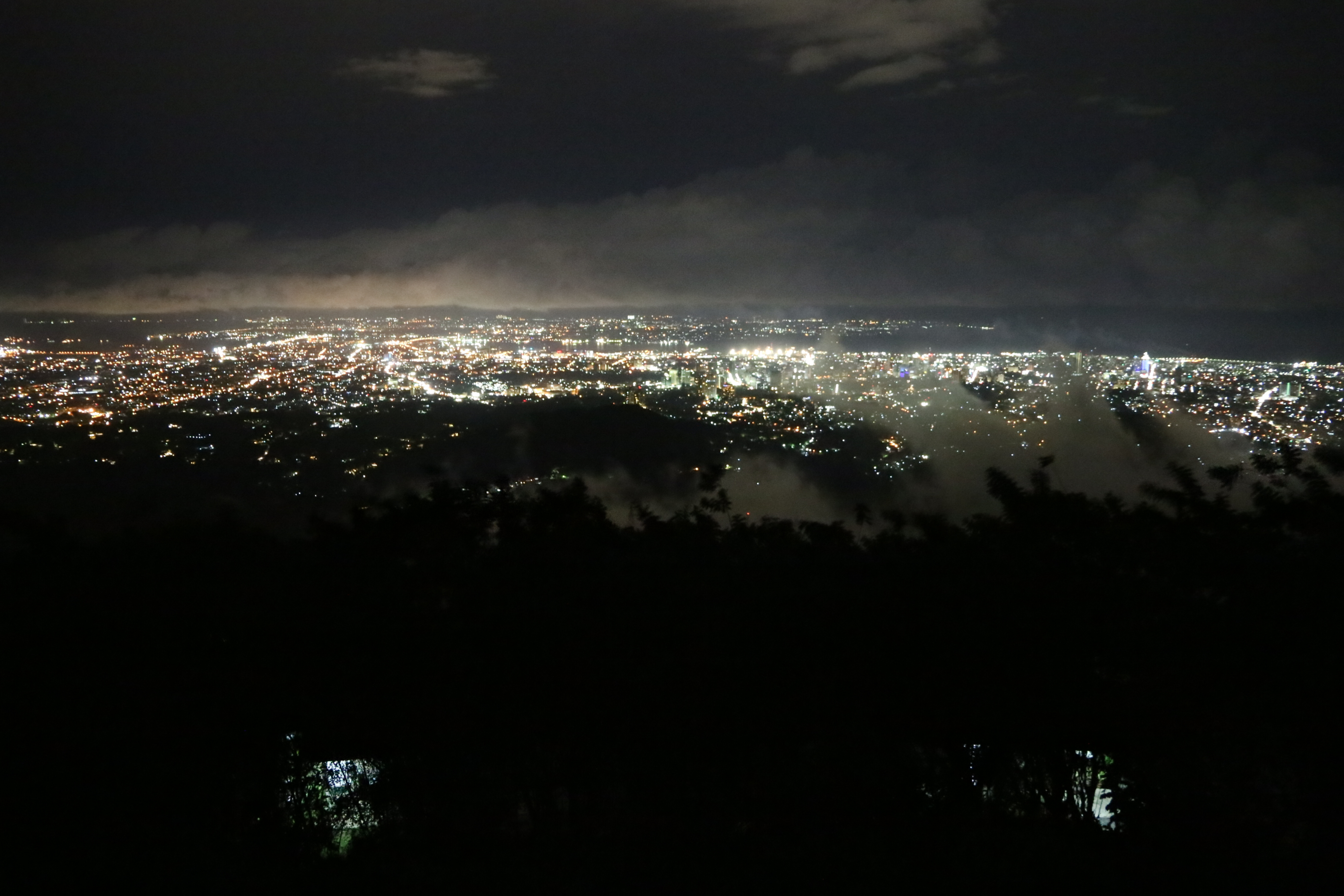

## أعلام
- روبرت هيل
- فيسنتي راما
- ريكاردو فيدال
- مارسيلو فرنان
- إنريكي جيل
- فلورانتي كونديس